# اسقف‌نشین آراگاتسوتن
اسقف‌نشین آراگاتسوتن  (ارمنی: Արագածոտնի թեմ Aragatsotni t'em) یک اسقف‌نشین کلیسای حواری ارمنی می‌باشد که استان آراگاتسوتن ارمنستان را در بر می‌گیرد. نام این اسقف‌نشین از شهرستان تاریخی آراگاتسوتن در استان تاریخی آیرارات ارمنستان بزرگ گرفته شده است.